# 香港高等程度會考
香港高等程度會考（Hong Kong Higher Level Examination，簡稱高等會考、HKHLE、High-Level、High-Level Exam、HL或HLE），是香港於1979年至1992年舉辦的公開考試，由香港考試局舉辦，主要供一年制中六（預科)學生報考。考試在四、五月間舉行，主要科目約於4月25日至5月8日期間（A-Level 會考主要科目已舉行，中五會考主要科目開考前)，六月底至七月初之間公佈成績。該考試的前身是「香港中文大學入學資格考試」（CUHK Matriculation Exam）。本考試的有關刊物，包括課程、年報及試題書籍封面為藍色。

## 概述
崇基學院、新亞書院和聯合書院1957年組成「香港中文專上學校協會」，並在1959年開辦「專上學校統一入學試」，予有意入讀的中文中學三年制高中畢業生報考（此時中文中學未實行預科班，至1960年代中才實行）。1963年10月，這三家書院合組為香港中文大學，1964年開辦「香港中文大學入學資格考試」，到1979年由香港考試局接辦，稱為「香港高等程度會考」。當時中文大學實行四年制，因此香港高等程度會考是為一年制中學預科（實際的授課時間只是從9月至次年春天）而設，大部份科目提供中文或英文試卷。中文中學預科是一年制，也有一些英文中學開設一年制的中大預科班。同一時期，香港另有香港高級程度會考，供兩年制英文中學預科學生報考（大部份科目直到1992年才提供中文試卷），有意升讀大學的中文中學學生只能報考高等程度會考。高等程度會考的考生通常應考中國語言文學、英國語文及另外至少三科，以符合中大的收生要求（5科取得E級以上）。有部分考生只報考高等程度會考的中國語言文學科，因為他們以高級程度會考成績報讀中大，但無選考高級程度會考的中國語言文學科，要用此科代替。考生最多可報考七科。除了中大外，香港高等程度會考的成績也可以用來報考香港及海外的四年制高等院校或大學。然而港英政府的公務員銓敘政策，只將高等程度會考等同於中五的中學會考。
除了一年制預科生外，早年也有少數兩年制預科生自行報考高等程度會考，造成「三年三試」現象。中文大學在1984年推出「中六暫取生」措施，有條件取錄一些在香港中學會考成績優異的學生，在一年制中六（中文中學）或二年制中六（英文中學）完成一年學習後，成績達到要求便能入讀。一年制中六的暫取生須在高等程度會考，達到最低入讀條件，而二年制中六的暫取生，則在一年學習完成後，接受大學考核。暫取生措施被指傷害中文中學，令中文中學學生要與英文中學優秀學生競爭，因而減少入讀機會，違背中文大學創校宗旨，也會進一步削弱高等程度會考地位。例如中大在1987至1988年度所取錄的新生中，67%是經暫取生辦法入讀，24%是經高等程度會考入讀，9%是經高級程度會考入讀。香港大學也指中文大學的暫取生措施，製造惡性競爭，將英文中學的精英預科生搶走。
因為同時存在高等和高級程度會考造成混亂，早在1982年，國際顧問團提交香港政府的《香港教育透視》報告書中，已提出要取消高等程度會考。教育統籌委員會於1986年發表第二號報告書，亦建議廢除高等程度會考。
1980年香港高等程度會考的考生人數達到頂峰，有21,407人；而同年香港高級程度會考的考生，只有12,164人。1984年，中大推行本科課程暫取新生「中六暫取生」計劃後，兩年制預科成為入讀中大的另一主要途徑，入讀一年制預科課程的學生人數開始減少，高等程度會考的考生人數也隨之急劇減少。到1980年代後期，香港政府認為有需要統一香港的大學學制，強迫中文大學在本科課程逐步轉行三年制。後來，政府推出大學聯合招生辦法（JUPAS）。由於該大學招生機制只承認香港高級程度會考的成績，香港高等程度會考也因而停辦，最後一屆考試在1992年舉行。中文大學的暫取生措施也於同年結束。1992年的考試年報，只有考試報告、時間表、統計資料及高等程度會考簡史，而沒有各科報告。

## 報考資格
1986年以前的高等會考，報考資格為：
學校考生必須是在獲准參加高等會考的註冊學校的正讀生，並曾參與香港中學會考或同等公開考試，在同一次考試中，中文科及英文科（課程甲或乙）取得E級以上，並滿足以下其中一項條件：
1. 至少六科E級以上，及（1980年高等會考加入）其中至少一科C級以上；
2. （1981年高等會考加入）至少六科E級以上，且成績最高的六科總積點不低於10點。

自修生必須滿足以下其中一項條件：
1. 曾參與香港中學會考或同等公開考試，在同一次考試中，中文科及英文科（課程甲或乙）取得E級以上，並滿足以下其中一項條件：
  1. 至少五科C級以上；
  2. （1981年高等會考加入）至少六科E級以上，且成績最高的六科總積點不低於17點；
2. 曾報考香港高等程度會考或中文大學入學資格考試，及（1981年高等會考加入）在同一次考試中考獲至少三科E級以上成績；
3. 考生在會考年的一月一日年滿二十三歲，並曾參與香港中學會考或同等公開考試，在同一次考試中取得至少五科E級以上之成績，包括中文科及英文科（課程甲或乙）。

科目成績積點是將A至E級作為5至1點計算。
有其他特殊情況的考生，也可以按個別情況考慮。
1987年至1992年的高等會考，報考資格為：
學校考生必須是在獲准參加高等會考的註冊學校的正讀生，並曾參與香港中學會考或同等公開考試，在同一次考試中，中文科及英文科（課程甲或乙）取得E級以上，並滿足以下其中一項條件：
1. 至少六科E級以上，其中至少一科C級以上，且成績最高的六科總積點不低於8點；
2. 至少六科E級以上，且成績最高的六科總積點不低於10點。
3. 有五科E級以上，且此五科總積點不低於11點。

自修生必須滿足以下其中一項條件：
1. 曾參與香港中學會考或同等公開考試，在同一次考試中，中文科及英文科（課程甲或乙）取得E級以上，並滿足以下其中一項條件：
  1. 至少六科E級以上，其中至少一科C級以上，且成績最高的六科總積點不低於10點；
  2. 至少六科E級以上，且成績最高的六科總積點不低於12點。
  3. 有五科E級以上，且此五科總積點不低於13點。
2. 曾報考香港高等程度會考或中文大學入學資格考試，及在同一次考試中考獲至少三科E級以上成績；
3. 考生在會考年的一月一日年滿二十二歲，並曾參與香港中學會考或同等公開考試，在同一次考試中取得至少五科E級以上之成績，包括中文科及英文科（課程甲或乙）。

有其他特殊情況的考生，也可以按個別情況考慮。

## 科目列表
用中文應考科目：
- 中國語言文學
- 中國歷史

用英文應考科目：
- 英文

用中文或英文應考科目：
- 生物
- 化學
- 物理
- 普通數學
- 高級數學
- 經濟與公共事務（1987年取消）
- 政府與公共事務（自1987年起取代經濟與公共事務科）
- 經濟（1980年開設）
- 地理
- 歷史
- 美術
- 音樂
- 宗教（1981年開設）
- 會計學原理（1982年開設）
- 企業概論（1982年開設）

報考科目規則：
1. 生物、化學、物理是實驗科目。學校需經考試局審核批准，才能保送學生報考某一實驗科目。自修生欲報考實驗科目，需曾在高等程度會考、中文大學入學資格考試或相等的公開考試中，參與該科的考試。
2. 考生不得同時選考經濟與公共事務科及經濟科。

## 考試形式
除中國語言文學、英文、音樂、美術外，每科均只設試卷一份，作答時間三小時。以下為1992年，即最後一年的高等程度會考課程。

### 中國語言文學
中國語言文學科設有試卷兩份，各卷三小時，各佔總分50%。卷一分作文及閱讀理解兩部份。作文設一條論說文及一條描寫文或抒情文。考生選作一篇，作至少七百字的語體文或至少四百字的文言文，佔該卷分數60%。閱讀理解以語體及文言篇章出題，全為必答，佔該卷分數40%。卷二分甲乙兩部，各從該部課文設四至六題，每部須答三至四題，可能有必答題目，兩部各佔該卷分數60%及40%。
甲部課文
1. 詩經：鄘風·相鼠、秦風·無衣、小雅·蓼莪
2. 論語：先進·侍坐章、季氏· 季氏章、微子·長沮章
3. 禮記：學記
4. 司馬遷：屈原賈生列傳（節錄，從開始至「王之不明，豈足福哉」止）
5. 王粲：登樓賦
6. 丘遲：與陳伯之書
7. 韓愈：送李歸盤谷序
8. 王安石：上運使孫司諫書
9. 袁宏道：小修詩序
10. 袁枚：祭妹文
11. 梁啟超：上大總統書
12. 蔣夢麟：道德與理智（節錄，從開始至「問題在於我們是否能覓得中庸之道」止）
13. 胡適：自由主義是什麼
14. 李廣田：水的裁判

乙部課文
（以下為中學會考中國語文科課文）
1. 孟子：莊暴見孟子章
2. 左傳：趙盾諫靈公
3. 史記：廉頗藺相如列傳（自「廉頗者，趙之良將也」至「為刎頸之交」）
4. 資治通鑑：赤壁之戰（自「初，魯肅聞劉表卒」至「引軍北還」）
5. 蘇軾：記承天寺夜游、袁宏道：滿井游記（自「燕地寒．花朝節後」至「而城居者未之知也」）、袁中道：香山（本目三篇合為「宋明遊記文選」）
6. 史可法：復多爾袞書
7. 梁容若：我看大明湖
8. 老舍：人、物、語言
9. 錢鍾書：讀伊索寓言
10. 林語堂：讀書的藝術（自「讀書或書籍的享受」至「還要豐富得多」）

（以下為中學會考中國文學科詩詞選課文）
1. 漢樂府詩：隴西行
2. 李白：夢遊天姥吟留別
3. 杜甫：登樓
4. 黃庭堅：清明
5. 蘇軾：浣溪沙（山下蘭芽短浸溪）
6. 李清照：醉花陰（薄霧濃雲愁永晝）
7. 聞一多：靜夜
8. 卞之琳：還鄉

（以下為中學會考中國文學科文選課文）
1. 韓非：說難
2. 曹植：與楊德祖書
3. 蘇軾：留侯論
4. 龔自珍：病梅館記
5. 周作人：風的話
6. 秦牧：海灘拾貝（由「凡是有海灘的地方」起至「常常想起的就是這麼一些事物……」止）

（以下為中學會考中國文學科小說戲曲選課文）
1. 關漢卿：法場（竇娥冤第三折）
2. 羅貫中：空城計（節選自三國演義第九十五回，由「卻說孔明自令馬謖等守街亭去後」起至「引兵徑還長安」止）
3. 曹雪芹：宴遊大觀園（節選自紅樓夢第四十回，一、由「那劉老老入了座」起至「賈母等都往探春臥室中去閒話」止；二、由「探春素喜闊朗」起至「一徑來至綴錦閣下」止）
4. 魯迅：孔乙己
5. 茅盾：年關（節選自林家鋪子，由「第二天早上」起至「淒涼的年關」止）
6. 曹禺：北京人（節選自北京人第三幕，由「思懿由書齋小門上」起至「後面隨着文彩」止）

屬中國文學科三組的課文，考生可任選兩組。以上提到的中學會考是指前一年的中學會考。

### 英文
英文科設三份試卷，全科考試時間為3小時45分。每卷分兩部分。卷一分作文和閱讀理解：作文至少350字；閱讀理解從一篇文章設題，以完整句子回答問題，如問題有指明，可以短句或單字等回答。卷二為多項選擇題卷，分閱讀理解和語文運用：閱讀理解從兩篇文章設問，可以出現的文章體裁有多種；語文運用測試書面英文的理解、文法結構、詞彙。卷三為聽力測驗：第一部份為日常英語，有三個小部份，分別為默寫、依會話內容回答多項選擇題、理解各種講話回答問題；第二部份為課堂英語，聆聽以某個一般興趣的主題作出的一段演講、探究或討論來回答問題。卷三兩部份各有時間規定。
| 試卷                                | 時間（括號內為建議） | 佔全科比重 |
| ----------------------------------- | -------------------- | ---------- |
| Paper I                             | 1小時45分            | 40%        |
| Section A Writing                   | （75分鐘）           | 30%        |
| Section B Reading Comprehension     | （30分鐘）           | 10%        |
| Paper II                            | 1小時15分            | 44%        |
| Section A Reading Comprehension     | （45分鐘）           | 22%        |
| Section B Usage                     | （30分鐘）           | 22%        |
| Paper III Listening Test            | 約45分鐘             | 16%        |
| Section A English in Everyday Use   | 約25分鐘             | 10%        |
| Section B English in Study Purposes | 約20分鐘             | 6%         |

### 普通數學
普通數學設一卷，共八題，任答六題，時間三小時。考生須知道：
1. 基本符號邏輯：命題的否定、析取、合取、蘊含、等價。演繹推理。
2. 數系，包括自然數、整數、有理數、無理數、實數、複數。
3. 基本的平面幾何。
4. 普通平面和立體圖形的面積和體積。

課程綱要：
1. 集的概念，子集、交集、併集、差集、對稱差集、狄摩根公式、溫氏圖。
2. 數學歸納法。
3. 代數基本運算，包括多項式和有理式、餘式定理、對稱式及輪換式的因式分解，指數和對數，包括對數換底公式，求解指數方程和對數方程。
4. 矩陣運算、滿秩方陣和逆方陣、行列式。
5. 二次方程性質。二元和三元聯立方程組，其中可以有一條二次方程，其他為一次方程。
6. 等差級數、等比級數、首n個自然數的平方及立方的總和。
7. 條件不等式和絕對不等式。算術幾何不等式，包括最多4個變量的證明。
8. 平面解析幾何，包括直線與圓錐曲線標準式、直線族、角平分線、圓錐曲線的切線及相切條件。簡易軌跡。
9. 三角函數基本恆等式，包括複角公式、倍角公式、半角公式、和積互變公式。一變元三角方程的通解。正弦和餘弦定律的二維和三維應用。
10. 基本概率：樣本空間、事件、加法定律、獨立事件、乘法定律、單純事件的重複試驗。
11. 數據的搜集、表示法、分類、組距、相對頻數、平均數、方差、標準差、中位數、眾數。

### 高級數學
高級數學設一卷，共八題，任答六題，時間三小時。
課程綱要：
1. 普通數學全部課程綱要，以及圓錐曲線參數方程、柯西不等式、反三角方程、條件概率。
2. 等價關係。
3. 複數運算、阿根圖、模數、輻角、共軛複數、棣美弗定理的證明和應用。{\displaystyle e^{i\theta }=\cos \theta +i\sin \theta }的應用，複數的n次根。
4. 有理指數的二項式定理及應用。
5. 二維空間直角坐標的平移及旋轉變換。三維空間直角坐標，點、線、面間的距離（不包括異面直線），直線與直線、直線與平面、平面與平面的交角。
6. 微分：極限直觀概念及基本性質，代數函數、指數函數、對數函數、三角函數、反三角函數的微分。隱函數和反函數的微分。鏈式法則、高階導數。
7. 微分的應用：極大及極小值、拐點、曲線描繪（包括斜漸近線）、不定式之極限、變率。
8. 不定積分：不定積分作為微分的逆算法。代換積分法、部分分式積分法、分部積分法。
9. 定積分：定積分概念及基本性質，應用以求面積及體積（不包括極坐標）。不包括廣義積分。

### 美術
美術科考試分三部，共設七卷，每卷三小時。考生須於每部選考一卷。第一部有第一卷中國美術史、第二卷西洋美術史，佔全科40%。此兩卷每卷分三組，每組設六題，考生需選答一組，從組中選答四題。第一卷只有中文卷，因此考此卷的考生需以中文應考全科。第二部有第三卷人物素描、第四卷靜物素描，佔全科30%。第三部有第五卷繪畫、第六卷設計、第七卷中國書法，佔全科30%。

### 音樂
音樂科考試有三卷。卷一為理論及音樂史，時間三小時，分為甲部音樂理論和乙部音樂史。甲部須全答，乙部設十題，有一題必答，並須再選答兩題。卷二為聽音測驗，時間45分鐘，分兩部份：甲部為旋律、和聲及節奏，乙部為耳目感應。兩部份必須全答。卷三為術科測驗，包括視奏（視唱）和演奏（演唱）。

### 其他科目
| 科目           | 考試形式 |
| -------------- | --- |
| 中國歷史       | 八題選答四題。 |
| 生物           | 甲部共同課程設五題，乙部三項選修課程每項設兩題。考生須作答五題，其中甲部最少三題，乙部最少一題。乙部如答兩題，該兩題不可選自同一項課程。 |
| 化學           | 甲部多項選擇題全答，乙部為問答題必答部份，丙部為問答題選答部份，通常五題選三題。                                                         |
| 物理           | 甲部多項選擇題全答，乙部普通試題六題選答四題。                                                                                           |
| 政府與公共事務 | 甲、乙、丙三組課程各設三題，每組須選答一至兩題，共答五題。                                                                               |
| 經濟           | 甲組較短題目八題全答，乙組四題選答兩題，丙組三題選答一題。                                                                               |
| 地理           | 課程甲部四題選答兩題，乙部兩題選答一題，丙部四題選答兩題。                                                                               |
| 歷史           | 第一部課程八題選答兩題，第二部課程分三組，每組各設四題，須從兩組中各選答一題。                                                           |
| 宗教           | 課程分為兩部，第一部再分甲、乙兩組，第二部再分丙、丁、戊三組。任選兩組作答，但須從第一部選一組。每組設四題，在所選兩組中各選答兩題。     |
| 會計學原理     | 甲部簡短題目七題選答五題，乙部三至四題全答。                                                                                             |
| 企業概論       | 甲部較短題目十題全答，乙部論述題四題選答兩題。                                                                                           |

## 中文大學入學資格
香港高等程度會考舉辦期間，中文大學的入學資格如下：
以香港高等程度會考成績報讀中文大學者，須在同一次考試中，符合以下條件之一：
1. 中國語言文學科、英文科及另外三科取得E級以上（高級數學及普通數學均達E級以上者，只計成績較佳一科）；
2. 中國語言文學科、英文科及另外三科之中，有四科取得E級以上（高級數學及普通數學均達E級以上者，只計成績較佳一科），且此四科平均達B(5)級，第五科成績不低於F(17)級，五科的總積點不超過37（A(1)為1點，A(2)為2點，如此類推）。（本條件1983年至1993年入學適用）

以香港高級程度會考報讀中文大學者，須在同一次考試中，三科高級程度科目和英語運用科取得E級以上，如果該三科不包括中國語言文學科，便須在申請年或以前，在香港高等程度會考的中國語言文學科取得E級以上。中國語言文學科的條件在1991年取消。
1985年以後，中文大學不再接受正修讀或已修畢高級程度會考的二年制預科的學生，以高等程度會考成績申請入學。他們須以高級程度會考成績取得入學資格。中文大學同時推出暫取生計劃，申請者須為中六在校學生，在中五參加會考時報考至少七科。

## 成績評級
1979年和1980年，香港高等程度會考各科成績分為八級：A(1)、B(2)、C(3)、D(4)、E(5)、F(6)、G(7)、H(8)。E級表示達到考試科目的基礎水平。1981年，每級再分三等，即A(1)、A(2)、A(3)等等，一直至H(24)。1985年，G、H級取消，即最低等級為F(18)，F級以下為「不予評級（Unclassified）」。不予評級科目不列在證書上。這套評級一直使用至1992年最後一屆考試。
高等程度會考的成績，沒有與英國的普通教育文憑作比較。與中學會考比較，高等程度會考文科的等級略高於中學會考同一科的同一級，理科的等級比中學會考同一科的同一級高出至少一個等級或以上。

## 異常事件

### 1983年普通數學科失卷事件
1983年，一名閱卷員遺失19份普通數學科答卷，幾經努力仍不能尋回失卷。考試局決定向受影響考生給出評估等級，有8名考生不接受評估等級，其中1名考生申請退還該科考試費，7名考生選擇在7月16日重考該科。

### 1992年歷史科因暴雨補考
1992年5月8日清晨，香港遭受暴雨侵襲，造成各區嚴重水浸，交通大受影響。當日上午9時至12時舉行歷史科考試，不少考生無法前往考場。考試局為缺席考生和認為成績受影響的考生，在5月30日安排補考。該科總共有701名考生應考，當中106名考生參加補考。

## 統計資料
以下是高等程度會考報考人數統計。
| 考試年份 | 報考人數 | 學校考生 | 自修生 | 達中大入學要求考生數 | 比率   |
| -------- | -------- | -------- | ------ | -------------------- | ------ |
| 1979年   | 19741    | 13867    | 5874   | 4308                 | 21.82% |
| 1980年   | 21407    | 12499    | 8908   | 5044                 | 23.56% |
| 1981年   | 18336    | 12013    | 6323   | 4429                 | 24.15% |
| 1982年   | 18558    | 12546    | 6012   | 4636                 | 24.98% |
| 1983年   | 18726    | 12910    | 5816   | 4661                 | 24.89% |
| 1984年   | 17226    | 11564    | 5662   | 4868                 | 28.26% |
| 1985年   | 12585    | 9221     | 3364   | 2681                 | 21.30% |
| 1986年   | 9219     | 6827     | 2392   | 1553                 | 16.85% |
| 1987年   | 6956     | 4729     | 2227   | 1001                 | 14.39% |
| 1988年   | 6426     | 3984     | 2442   | 858                  | 13.35% |
| 1989年   | 5425     | 3405     | 2020   | 730                  | 13.46% |
| 1990年   | 4836     | 3207     | 1629   | 706                  | 14.60% |
| 1991年   | 2649     | 2177     | 472    | 630                  | 23.78% |
| 1992年   | 2165     | 1858     | 307    | 540                  | 24.94% |

以下是保送學生報考高等程度會考的學校數目。一間學校若有下開情況，作兩間學校計算：
1. 該校開設高等程度會考課程而包括中文班和英文班。
2. 該校只開設高級程度會考課程，但保送中六生和中七生參加高等程度會考。

| 考試年份 | 與考學校 |
| -------- | -------- |
| 1979     | 217      |
| 1980     | 208      |
| 1981     | 255      |
| 1982     | 246      |
| 1983     | 240      |
| 1984     | 252      |
| 1985     | 262      |
| 1986     | 226      |
| 1987     | 209      |
| 1988     | 174      |
| 1989     | 151      |
| 1990     | 126      |
| 1991     | 77       |
| 1992     | 44       |

以下是中文中學與英文中學參加高等會考的考生及學校數目統計。計算學校數目的方式同上。（香港考試局自1986年起不再分別計算中文中學與英文中學。）
| 考試年份 | 考生數   | 考生數   | 學校數   | 學校數   |
| 考試年份 | 中文中學 | 英文中學 | 中文中學 | 英文中學 |
| -------- | -------- | -------- | -------- | -------- |
| 1979     | 3549     | 10318    | 69       | 148      |
| 1980     | 2538     | 9961     | 59       | 149      |
| 1981     | 2480     | 9533     | 55       | 200      |
| 1982     | 2660     | 9886     | 51       | 195      |
| 1983     | 2882     | 10028    | 50       | 190      |
| 1984     | 2729     | 8835     | 50       | 202      |
| 1985     | 2500     | 6721     | 52       | 210      |

## 參看
- 香港高級程度會考（HKALE）
- 香港中學會考（HKCEE）
- 香港中學文憑考試（HKDSE）
- 香港教育史